# Ida Dalser
Ida Dalser, född 1880, död 1937, var första hustru till Benito Mussolini, Italiens diktator 1922–1943.
Hon var dotter till en borgmästare i Sopramonte. Hon studerade kosmetika i Paris och öppnade en skönhetssalong i Milano. 
Hon gifte sig 1914 med Mussolini, och separerade från honom 1915. Paret fick en son: Benito Albino Mussolini. 
När Mussolini blev diktator gjorde Ida Dalser anspråk på att vara hans hustru, och förklarade offentligt att Mussolini hade begått förräderi genom att ta emot franska mutor. Under fascistregimen tystades hennes äktenskap med Mussolini ned och regeringen förstörde dokumentära bevis. Hon internerades på ett mentalsjukhus där hon avled 1937, officiellt av en hjärnblödning. 
Hon fråntogs vårdnaden om sin son, som först adopterades bort, men som sedan, när han insisterade på att Mussolini var hans far, även han internerades på ett mentalsjukhus, där han avled 1942. 